# Automobiles Pivot
Automobiles Pivot war ein französischer Hersteller von Automobilen.

## Unternehmensgeschichte
Das Unternehmen wurde 1904 in Puteaux zur Automobilproduktion gegründet. Der Markenname lautete Pivot. 1907 endete die Produktion.

## Fahrzeuge
1904 standen ein Modell mit Einzylindermotor, ein Modell mit Vierzylindermotor sowie die Modelle 6/7 CV und 9/11 CV mit Zweizylindermotoren im Sortiment. Die letztgenannten waren mit Vierganggetrieben und Kardanantrieb ausgestattet. 1905 gab es drei Vierzylindermodelle mit wahlweise 16 PS, 24 PS oder 30 PS Leistung, die ebenfalls über Kardanantrieb verfügten. Ab 1906 waren erneut Einzylindermodelle mit 6 PS und 8 PS sowie die Zweizylindermodelle 8/10 CV und 10/12 CV im Angebot. Außerdem konnte auf Bestellung ein Fahrzeug mit 50-PS-Motor gefertigt werden.

## Vertrieb in Italien
Antonietti e Ugonino aus Turin vertrieb 1905 und 1906 Fahrzeuge von Pivot in Italien.